# Ilenia Antonini
Ilenia Antonini Zuleta (* 13. Dezember 1999 in Rom) ist eine kolumbianische Schauspielerin und Sängerin.

## Leben
Ilenia Antonini, die Tochter der Schauspielerin Morella Zuleta, kam Ende 1999 in Rom zur Welt. Sie zog mit ihrer Mutter nach Kolumbien. Seit ihrem vierten Lebensjahr stand sie für das Fernsehen vor der Kamera. 2007 war sie in dem kolumbianischen Film Esto huele mal zu sehen.
Internationale Bekanntheit erlangte sie durch die Rolle der Tania Botero aus der kolumbianischen Telenovela NOOBees. Des Weiteren war sie auch in Serien wie Chica Vampiro und Tres Milagros zu sehen.

## Filmografie
- 2009: Amor en custodia (Fernsehserie)
- 2011: Tres Milagros (Fernsehserie)
- 2013: Chica Vampiro (Fernsehserie)
- 2018–2019: NOOBees (Fernsehserie)
- 2020: Die Königin und der Eroberer (La Reina de Indias y el Conquistador, Fernsehserie)
- 2022: Noticia de un Secuestro (Fernsehserie)
- 2022–2023: Ana de nadie (Fernsehserie)
- 2023: Los Billis (Fernsehserie)
- 2024: Die Entführung des Fluges 601 (Secuestro al vuelo 601, Fernsehserie)
- 2025: Delirio (Fernsehserie)